# 大鳳橋站
大鳳橋站（：／ Daebonggyo yeok */?）是韓國大邱地鐵3號線沿線的一座高架車站，位於大邱廣域市南區梨川洞。

## 車站結構
站體為2面2線側式月台的高架車站，候車月台設有半高式月台門，並有4處出口。

### 月台配置
| 斗笠岩 ↑   |
| \| 上      |
| ↓ 壽城市場 |

| 月台 | 路線               | 目的地                             |
| ---- | ------------------ | ---------------------------------- |
| 上行 | ●大邱都市鐵道3號線 | 斗笠岩、西門市場、漆谷慶大醫院方向 |
| 下行 | ●大邱都市鐵道3號線 | 壽城市場、兒童會館、龍池方向       |

## 歷史
- 2015年4月23日：開通啟用。

## 車站周邊
- 金光石彩繪街（朝鲜语：김광석다시그리기길）
- 大鳳橋
- 大邱百貨廣場店
- 大邱南山高校
- 信明女子中學
- 韩亚银行壽城洞分行
- 大邱銀行大鳳洞分行
- 慶大醫院站

## 圖片

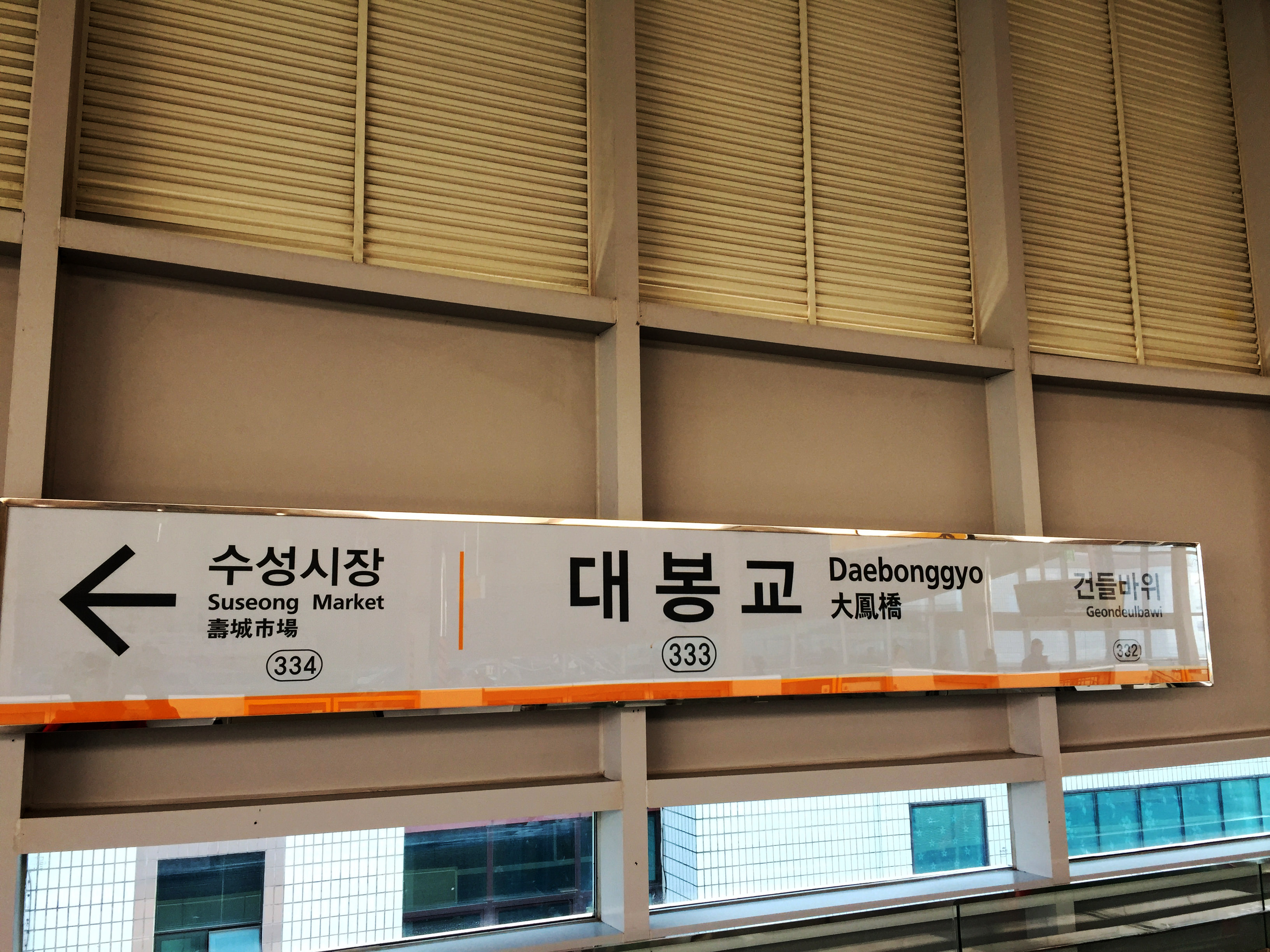
站名牌
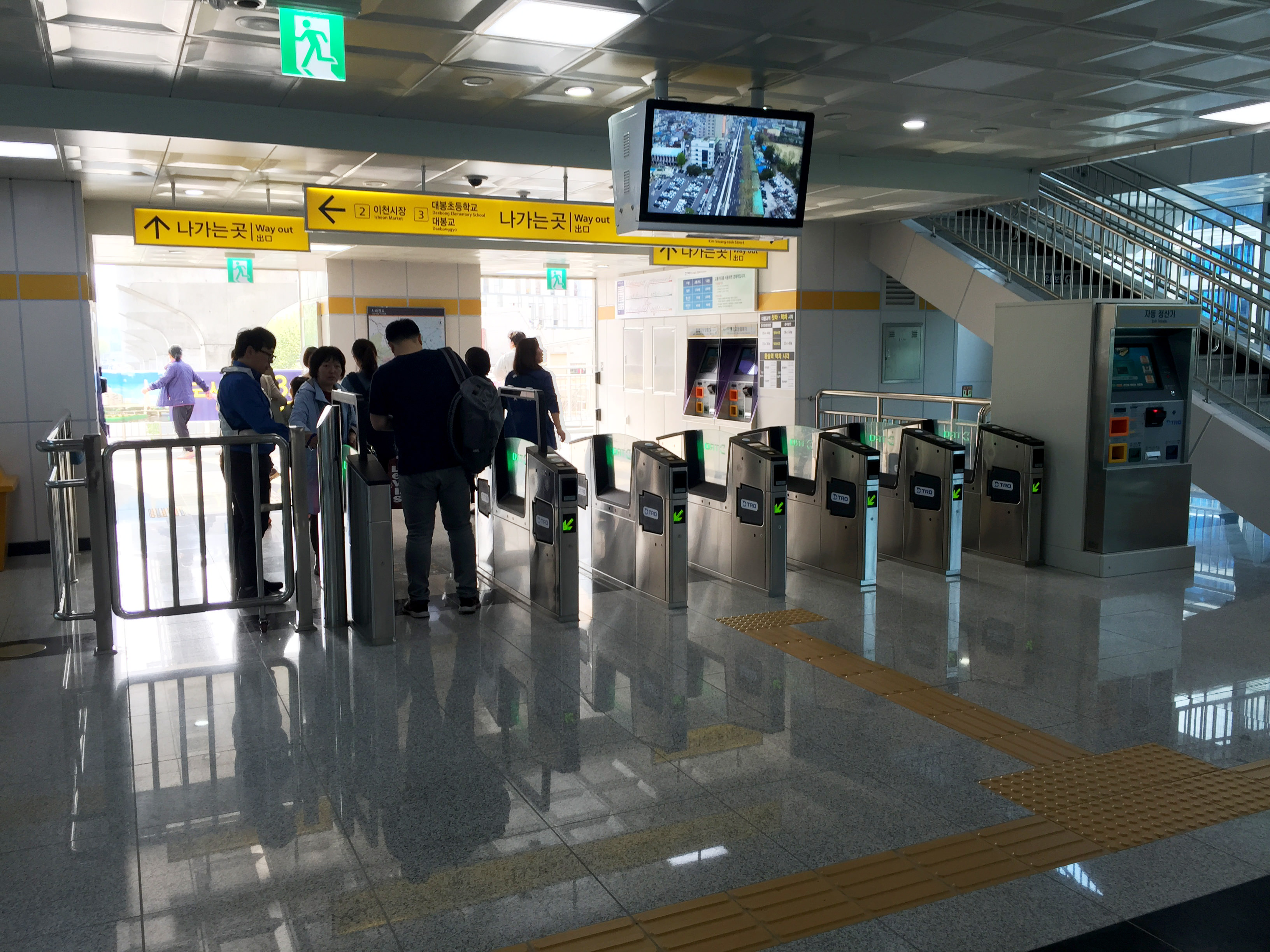
車站大廳
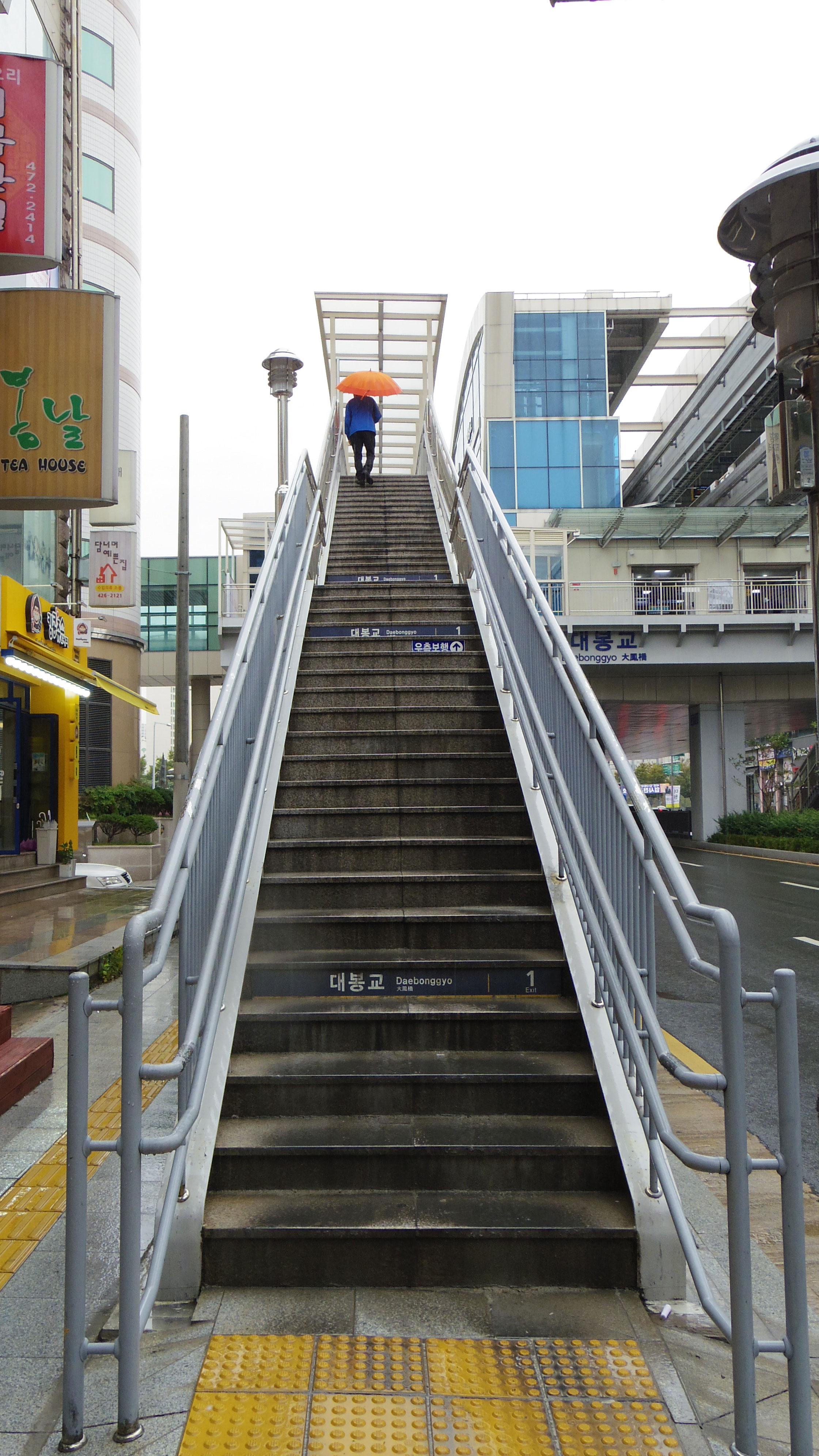
1號出口

## 相鄰車站
大邱都市鐵道公社
●大邱都市鐵道3號線
斗笠岩（332）－大鳳橋（333）－壽城市場（334）